# علي أفندي الداغستاني
علي بن صادق بن محمد بن إبراهيم بن محب الله حسين بن محمد، الحنفي مذهبًا، الداغستاني أصلاً ومولدًا، نزيل دمشق، ومُدرس الحديث بها تحت قبة النسر في الجامع الأموي.

## حياته
وُلد في حدود سنة 1125 هـ، وقرأ على جمَّة من عُلماء بلاده (داغستان)، ثم قدِم دمشق وتوَطَّنها سنة 1150 هـ. ولما تُوفي أحمد بن علي بن عمر بن صالح المُلقب بـ شهاب الدين والمُكنَّى بـ أبو النجاح المنيني سنة 1172 هـ؛ توجَّه للتدريس تحت القبة. تصدَّر الفتوى في دمشق وكان يُرجع إليه في مُبهمات الأمور، إلى أن أصابه داء الفالج في شهر صفر سنة 1196 هـ، فلزمَ داره مُنقطعًا عن التدريس.
تُوفي ليلة الخميس 13 ذو الحجة 1199 هـ ودُفن بسفح جبل قاسيون.